# Parc national Alberto de Agostini
Pour les articles homonymes, voir Agostini.
Le parc national Alberto de Agostini est un parc national situé sur la partie australe chilienne de la Terre de Feu. Il a été créé le 22 janvier 1965 par le Décret suprême no 80 du Ministère de l'Agriculture du Chili, sur un territoire occupé auparavant par la réserve forestière Holanda et le parc national Hernando de Magallanes. Administrativement, le parc national est situé dans la région de Magallanes et de l'Antarctique chilien, il a la particularité de s'étendre sur trois provinces : la province de Magallanes (commune de Punta Arenas), la province de Tierra del Fuego (commune de Timaukel) et la province de l'Antarctique chilien (commune de Navarino). Le parc inclut de nombreuses îles comme Gordon, Londonderry, une partie de l'île Hoste, la cordillère Darwin et ses glaciers, ainsi que de nombreux fjords.
Le parc est nommé ainsi en l'honneur du père salésien Alberto María De Agostini, missionnaire, alpiniste, explorateur, photographe, ethnologue en Terre de Feu. Le biome du parc est subpolaire océanique.
Le parc national Alberto de Agostini fait partie avec le parc national Cabo de Hornos de la réserve de biosphère Cabo de Hornos (cap Horn), créée en 2005.

## Relief
La cordillère Darwin, longue de 35 km, est la colonne vertébrale du parc national. Le mont Darwin (2 429 m) est le sommet le plus élevé du parc (le point culminant de la cordillère étant le mont Shipton, 2 469 m). Le mont Sarmiento (2 404 m) — gravi pour la première fois par Carlo Mauri et Clemente Maffei le 7 mars 1956 — attire également les touristes. La beauté de cette montagne a été vantée par Jules Verne dans son roman d'aventures Vingt mille lieues sous les mers.
De nombreux glaciers sont également situés à l'intérieur du parc national : le glacier Alemania et le glacier Italia (qui trouvent leur origine sur le Pico Francés, le glacier Pía, le glacier Garibaldi, le glacier Romanche, le glacier Francia, le glacier Holanda, le glacier Günter Plushow, le glacier Águila, le glacier España, le glacier Brookes et le glacier Marinelli qui est le plus vaste.

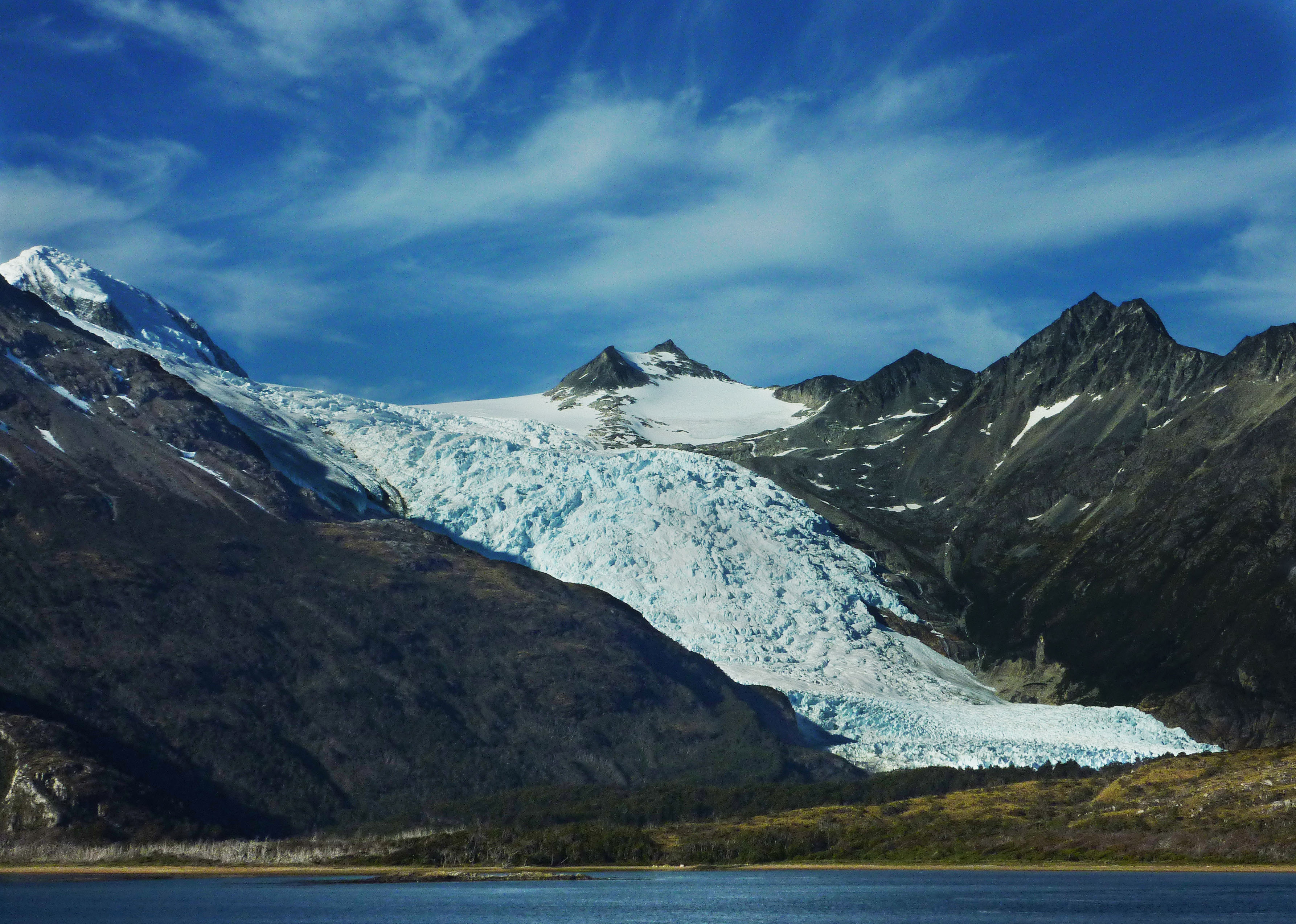
Vue du glacier Holanda depuis le canal Beagle.
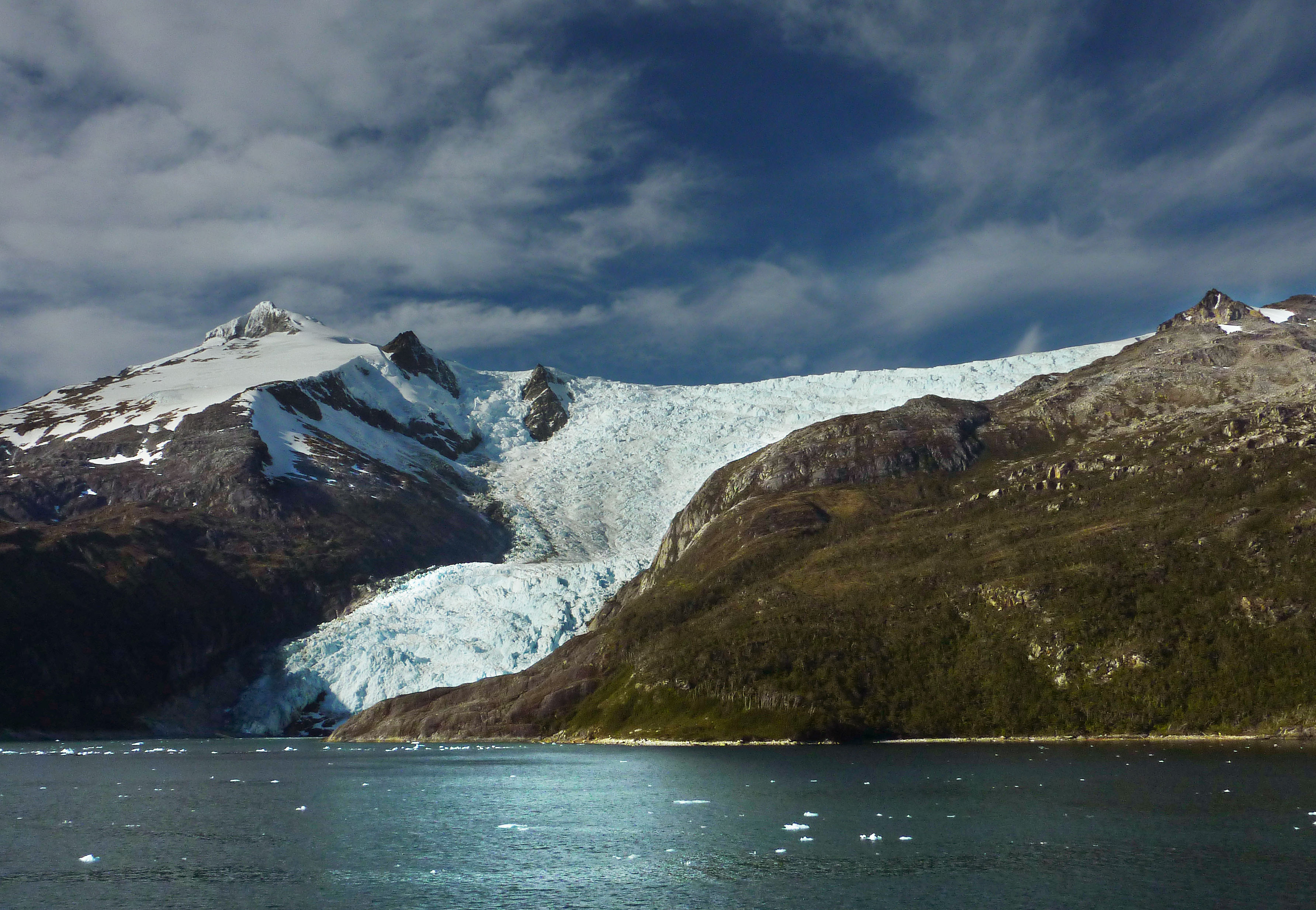
Glacier Italia vu depuis le canal Beagle.
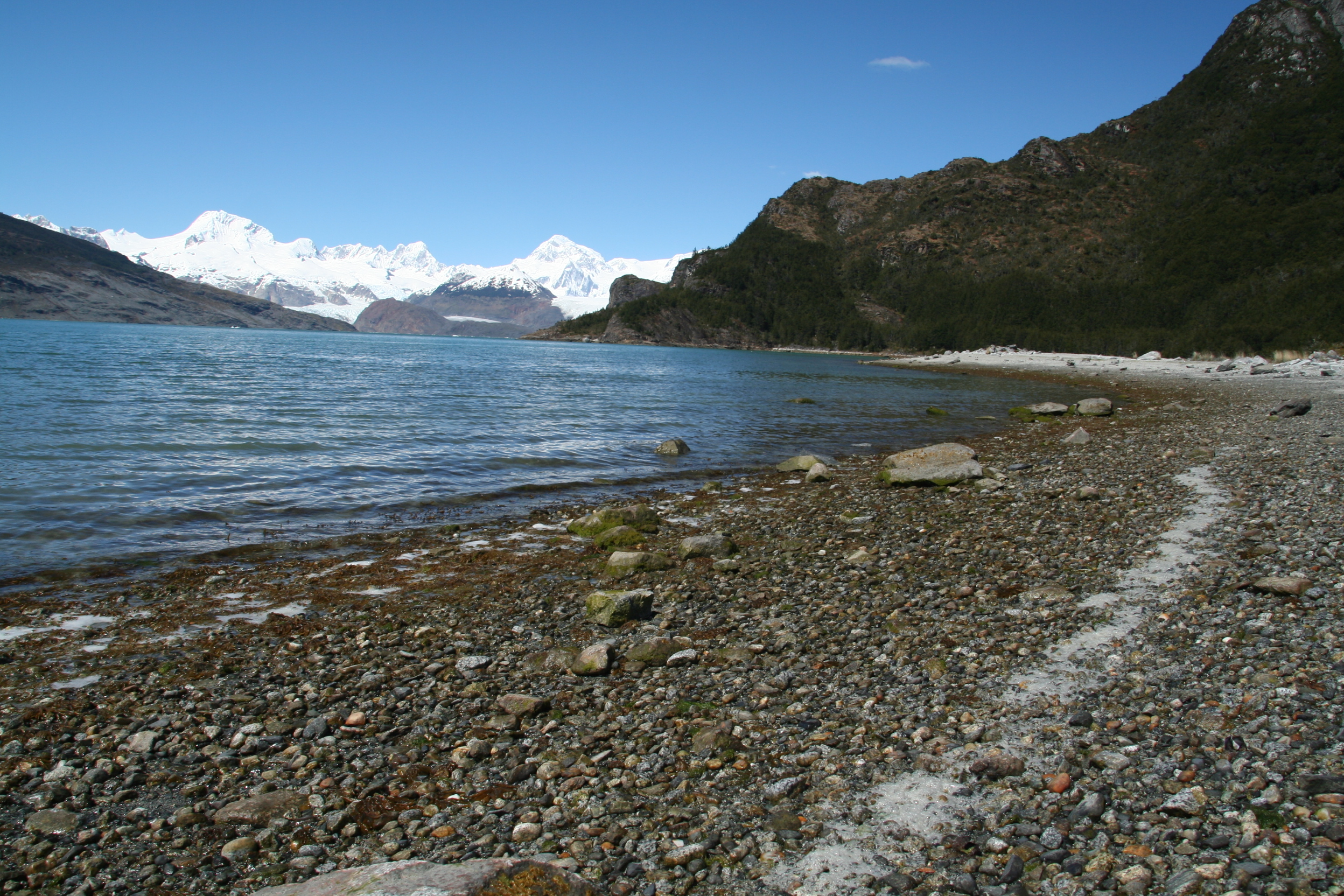
Le glacier Marinelli
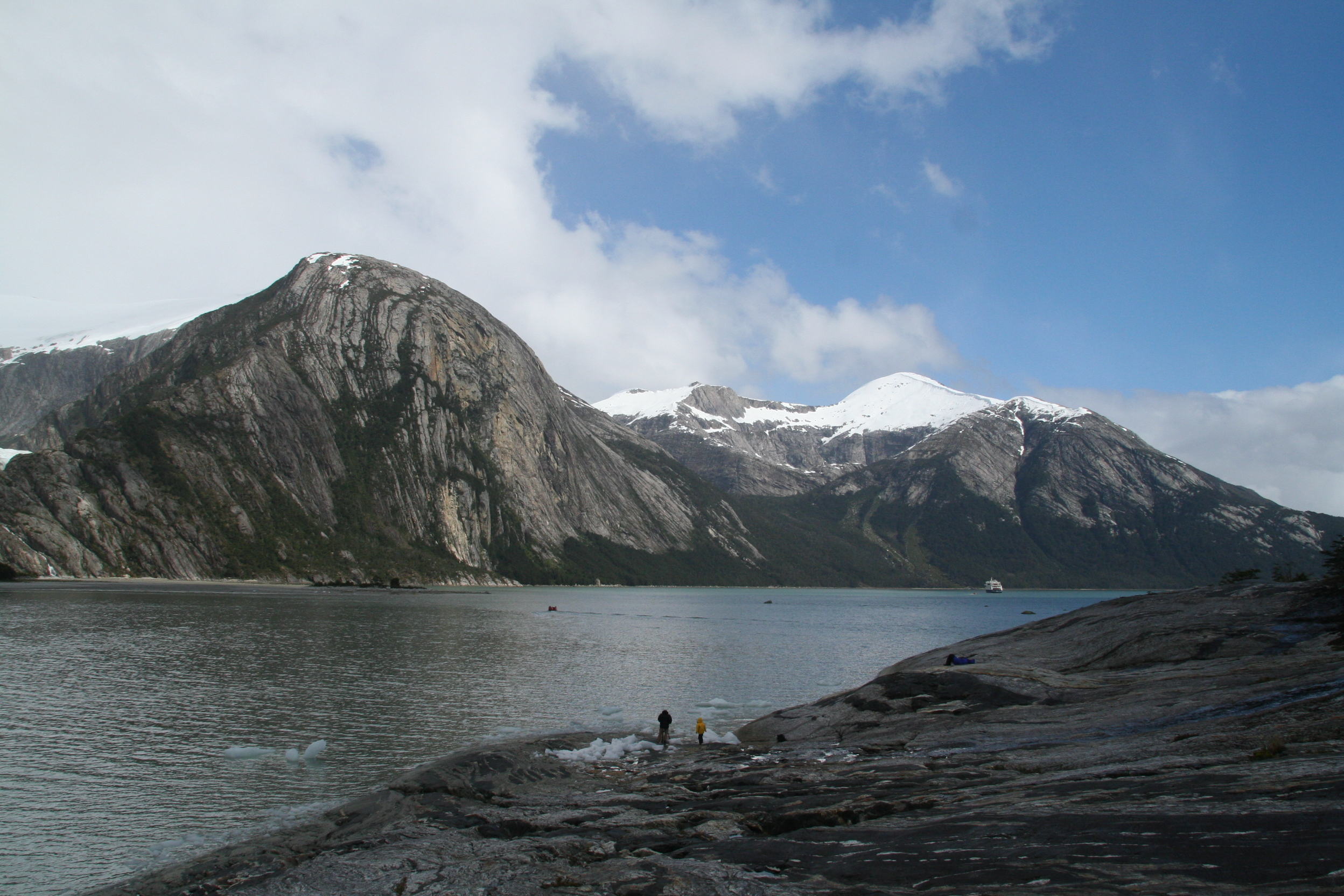
Le Seno Pía

## Faune
Parmi les mammifères présents dans le parc national, il est possible d'observer le renard de Magellan ou culpeo (Lycalopex culpaeus), le renard gris d'Argentine ou renard de Patagonie (Lycalopex griseus), la loutre marine (Lontra felina) connue localement sous le nom de chungungo, l'otarie à crinière, l'éléphant de mer austral, le léopard de mer (Hydrurga leptonyx), le dauphin du Chili (Cephalorhynchus eutropia, également connu sous le nom de dauphin noir ou tonina), le marsouin de Burmeister (Phocoena spinipinnis), le dauphin de Peale (Lagenorhynchus australis), la baleine à bosse (megaptera novaeangliae) et le guanaco (Lama guanicoe).
Les espèces d'oiseaux présentes comprennent l'albatros royal (Diomedea epomophora), le pic de Magellan (Campephilus magellanicus), l'élénie à cimier blanc (Elaenia albiceps), le cormoran, le merle austral (Turdus falcklandii) ou merle de Magellan, entre autres.

Faune du parc national Alberto de Agostini
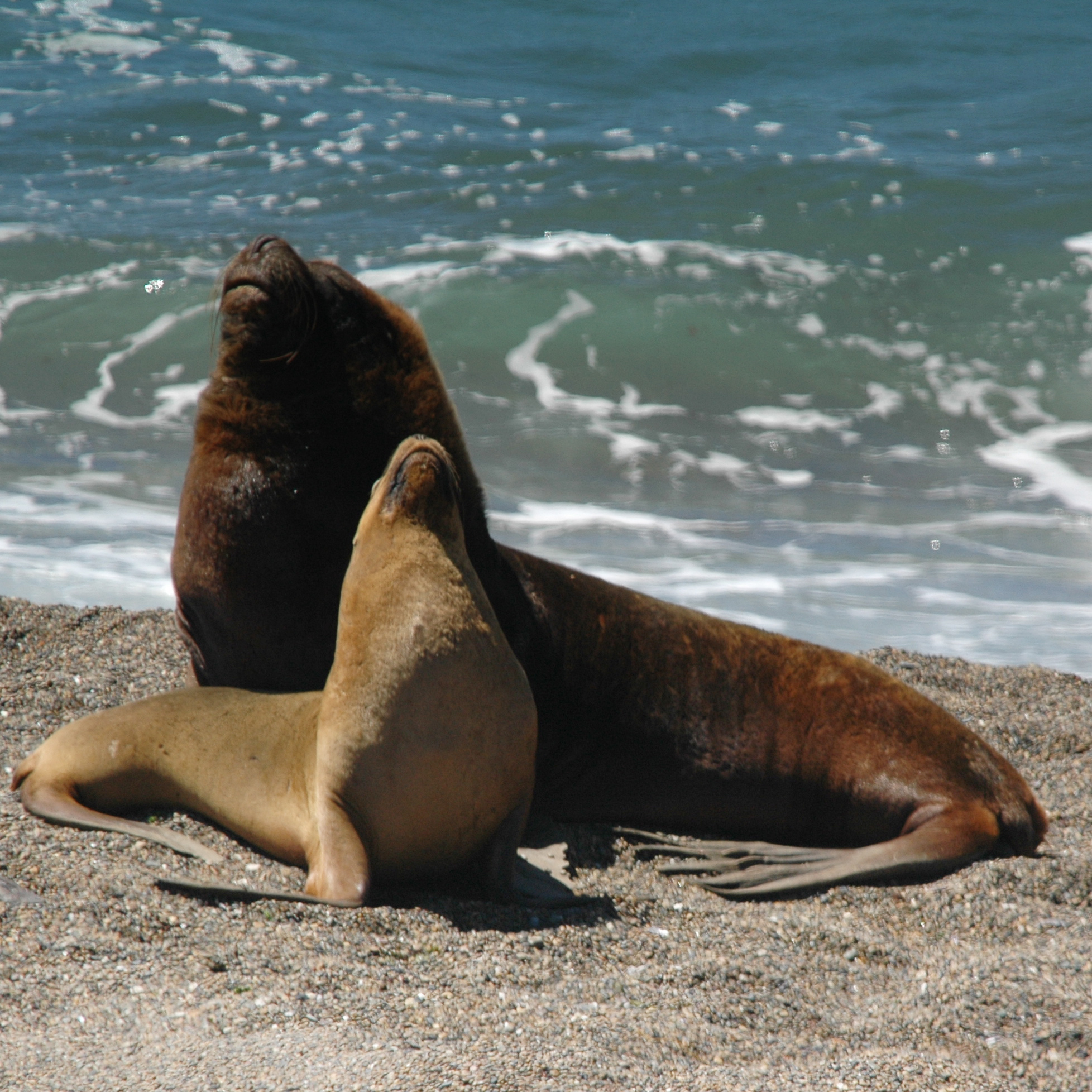
Otarie à crinière (Otaria flavescens).
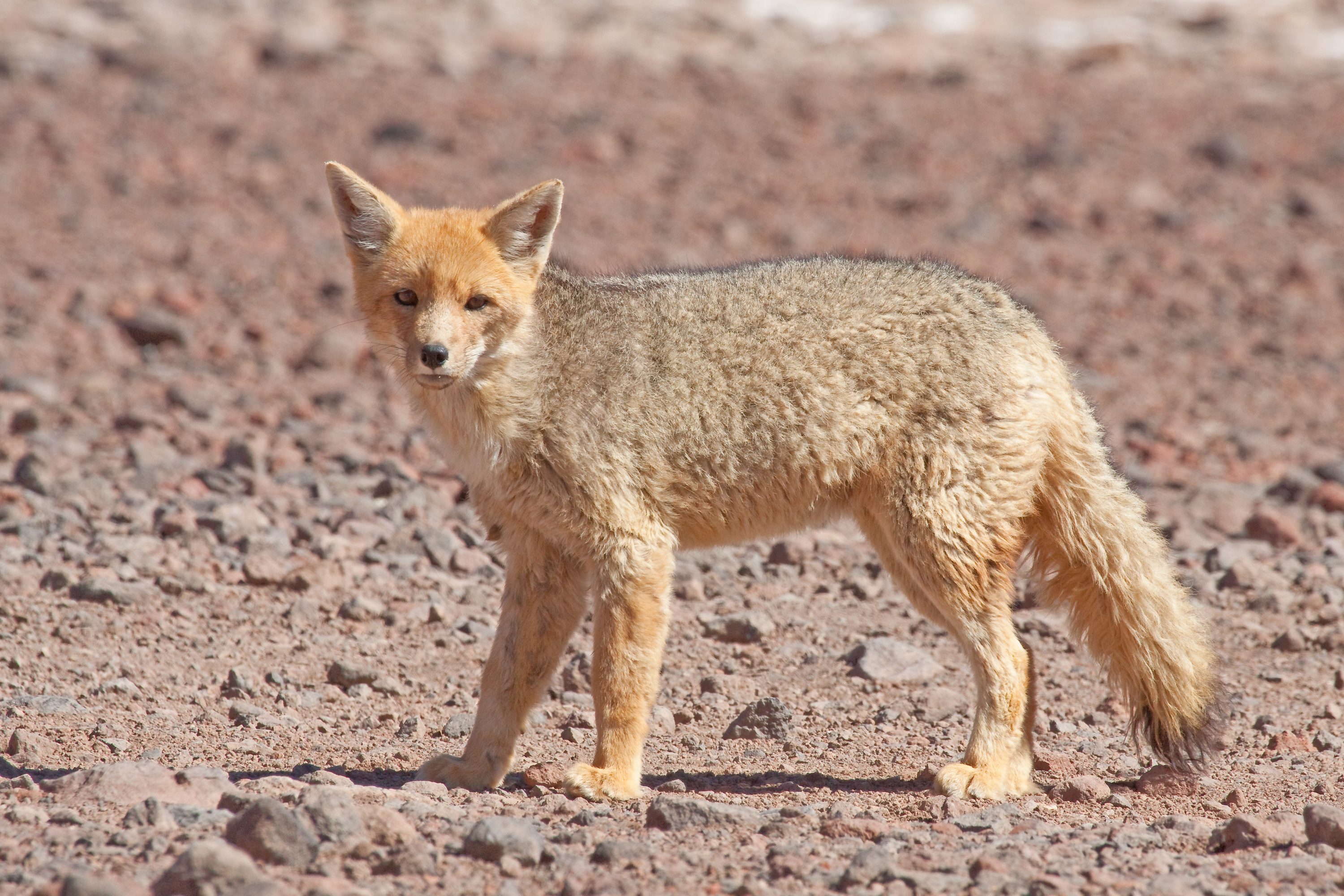
Renard de Magellan (Lycalopex culpaeus).
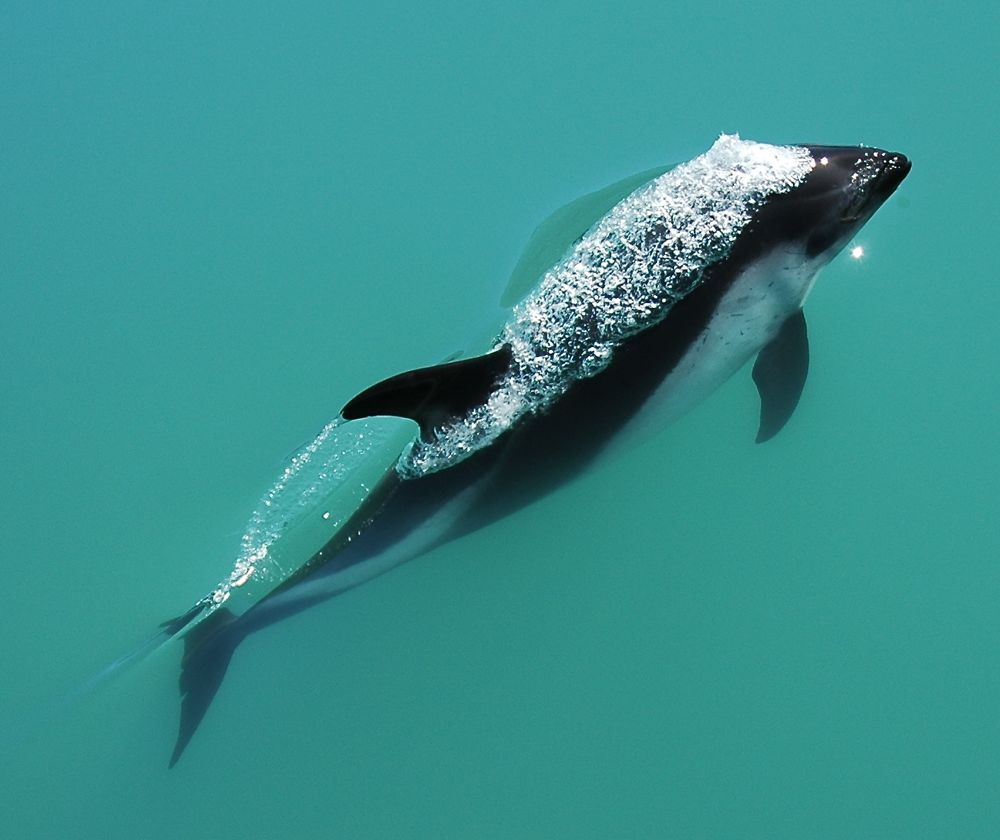
Dauphin de Peale (Lagenorhynchus australis).
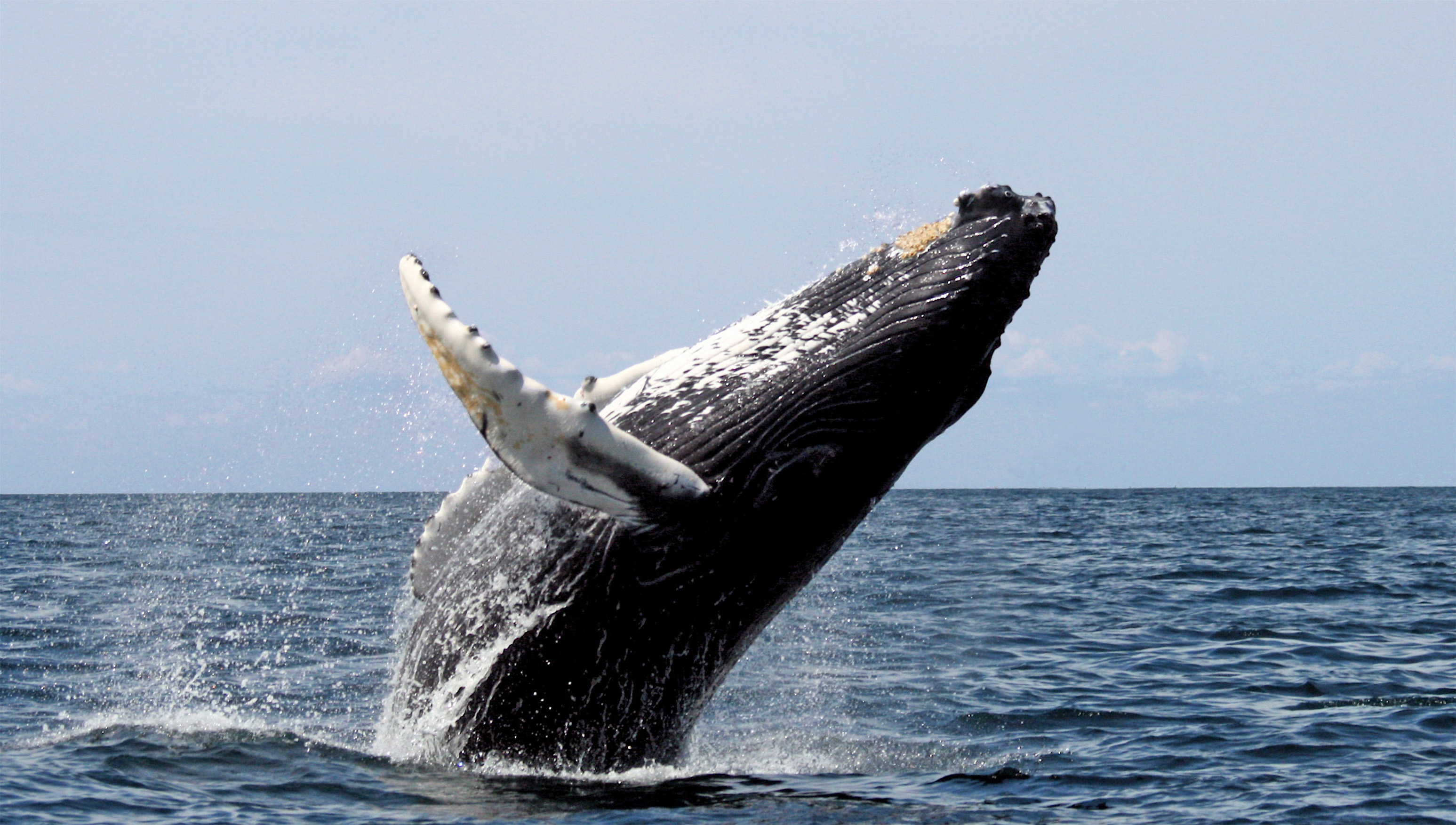
Baleine à bosse (Megaptera novaeangliae).
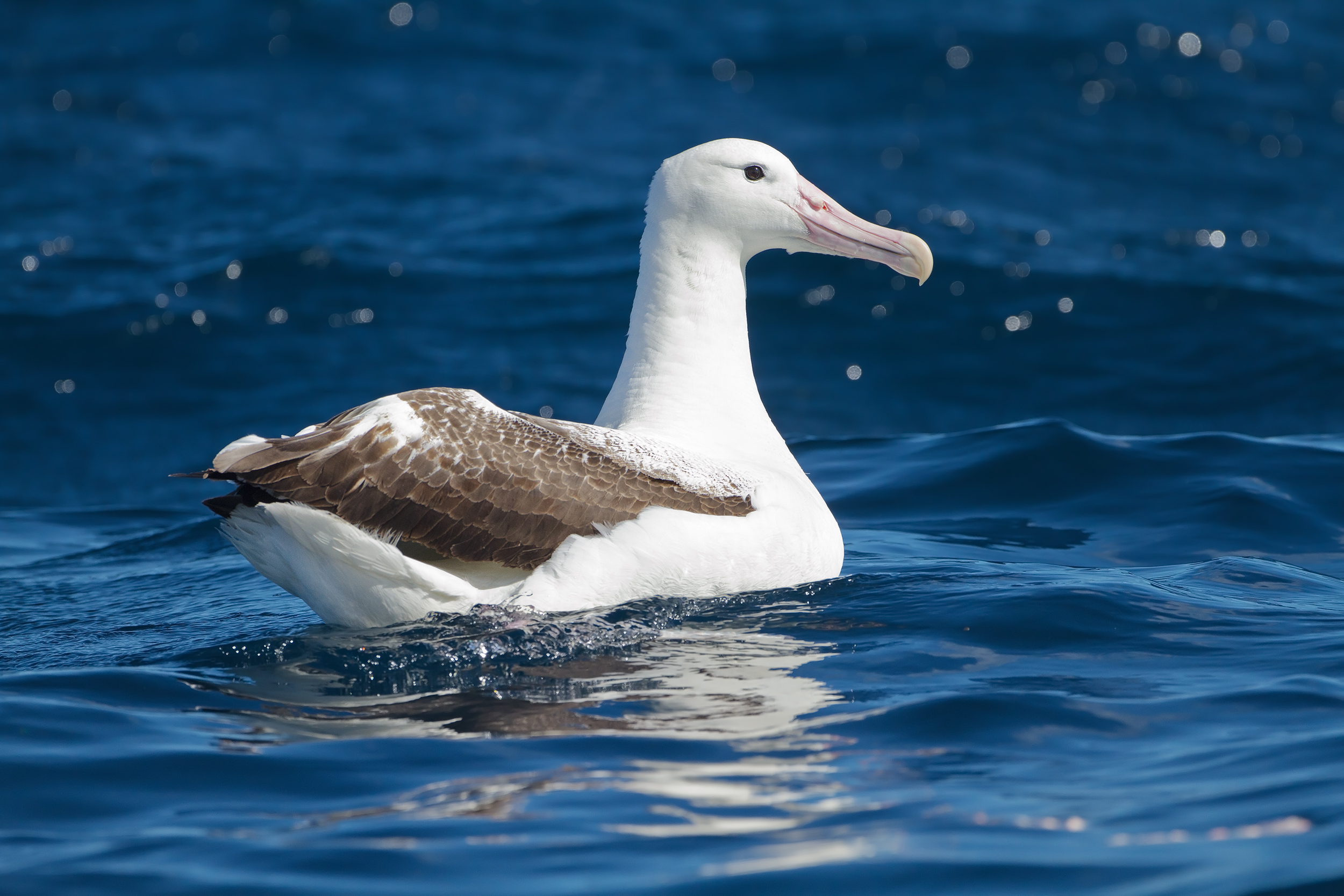
Albatros royal (Diomedea epomophora).
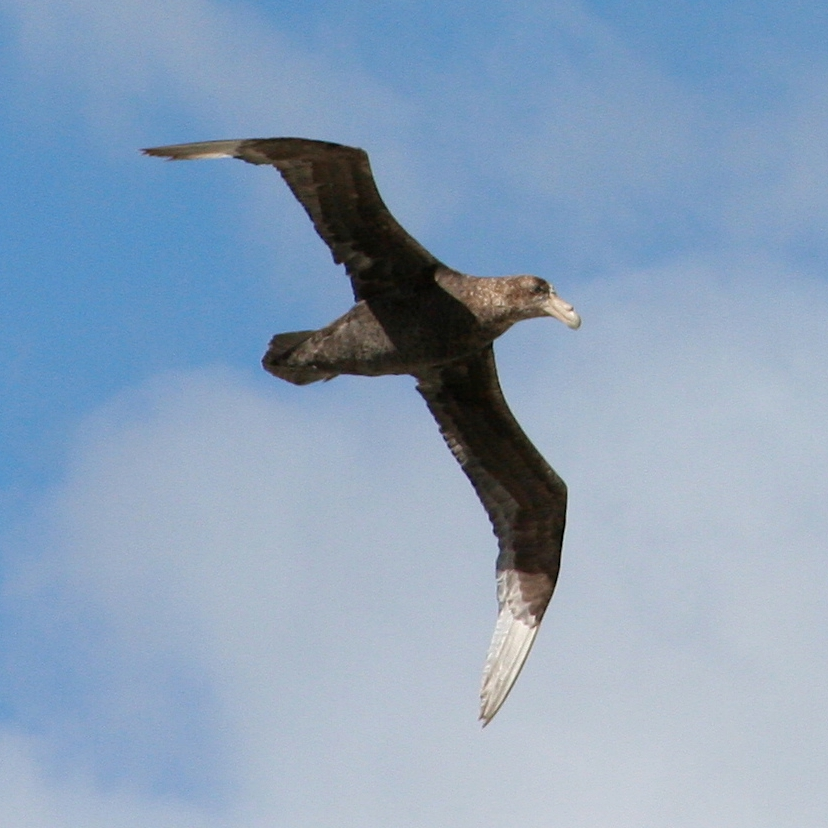
Pétrel géant (Macronectes giganteus).

## Flore
Le parc national Alberto de Agostini est situé à l'intérieur de l'écorégion terrestre Forêts magellaniques subpolaires. Cet écosystème côtier vierge abrite diverses espèces d'arbres telles que le lenga (Nothofagus pumilio), le coihue (Nothofagus betuloides) et le canelo (Drimys winteri).
Certaines espèces de plantes comestibles telles que la Rubus geoides sont également présentes. Par ailleurs, comme cela est courant dans régions australes, les sols sont recouverts de mousses, de lichen et de champignons.